# النسوية في اليونان

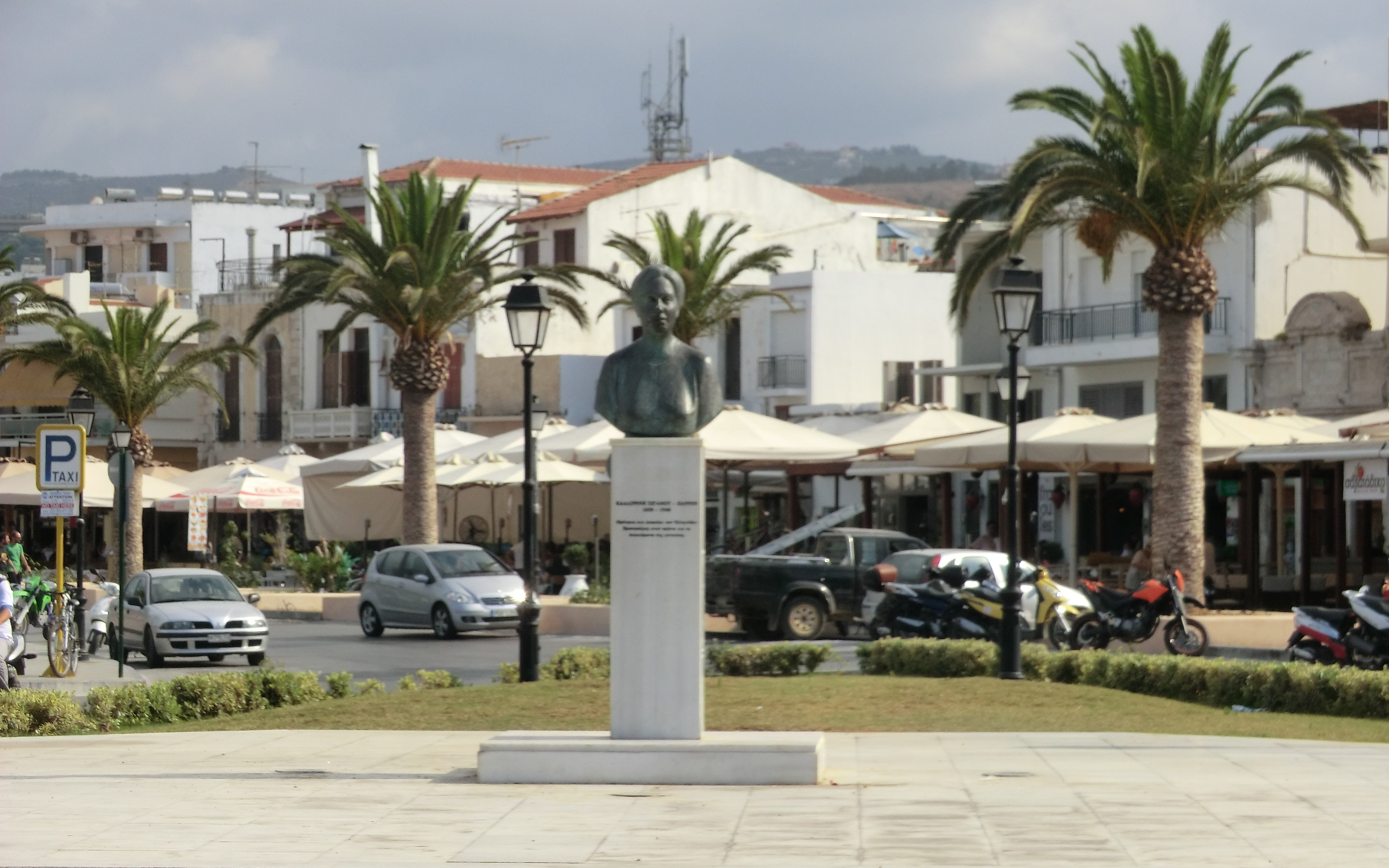

بعد أن بدأت الأيديولوجيا النسوية تحظى بشعبية في أواسط القرن التاسع عشر وأوائل القرن العشرين في المملكة المتحدة لبريطانيا العظمى وأيرلندا والولايات المتحدة، وبقية أنحاء العالم بفترة قصيرة، بدأت الحركة بإحداث تغييرات في الحياة الاجتماعية والسياسية في اليونان. في عام 1952، حصلت المرأة اليونانية على حقها في الاقتراع. على أي حال، لم تحدث تغييرات أخرى إلا بعد مرور عدة عقود، على سبيل المثال، إجراء تغييرات شاملة في قانون الأسرة في عام 1983. وقعت اليونان اتفاقية إلغاء جميع أشكال التمييز العنصري ضد المرأة وصدقت عليها عام 1983.
كان للنساء دور أكثر تكاملًا في المجتمع والجماعة في مدن اليونان الأكبر حجمًا مثل أثينا. على أي حال، تسيطر التقاليد الذكورية القاسية على المناطق الريفية في اليونان. إحدى الأفكار الأساسية التي تعزز هذه الحالة الاجتماعية هي كون النساء مرتبطات «طبيعيًا» بالأعمال المنزلية، التي تترك تأثيرًا أقل بكثير من الأعمال الأهم التي يقوم بها الرجال عادة.

## في المنزل
كانت مسؤولية المرأة اليونانية تنحصر بالأعمال المنزلية تقليديًا. سواء قامت بواجباتها المنزلية أو طبخت للعائلة، أدت المرأة اليونانية واجباتها في المنزل على أكمل وجه. كان المنزل عاملًا مهمًا في حياة المرأة اليونانية، حتى أن الناس ربطوا نظافة المنزل بشخصية المرأة التي تعيش فيه. كانت المناطق الريفية متحفظة بشكل خاص بشأن دور كل من الرجل والمرأة. وفقًا لميلز، ينطوي المفهوم التقليدي عن النساء في المناطق الريفية على فكرة أن الوقت الذي تقضيه المرأة خارج منزلها يشكل تهديدًا لشرف العائلة. ينطلق هذا المفهوم من الاعتقاد اليوناني الأساسي الذي ينص على أن شرف الرجل يعتمد بشكل كبير على طهارة زوجته وأخته وبناته وتواضعهن.
أما بالنسبة لقوانين الأسرة، أُقر قانون جديد بخصوص الأسرة في عام 1983، يشدد على المساواة بين الرجل وزوجته في الزواج، وإلغاء المهر، والحقوق المتساوية للأطفال «غير الشرعيين». شرّع قانون الأسرة الزواج المدني، وأزال القيود الخاصة بقانون الطلاق، وجُرّمت الخيانة الزوجية (زنا المحصن) في عام 1983. تناول القانون رقم 3719 للعام 2008 قضايا أسرية أيضًا، ومن ضمنه المادة 14 من القانون التي خفضت مدة فترة الانفصال (الضرورية قبل حدوث الطلاق في بعض الظروف) من أربع سنوات إلى سنتين فقط.
أما في ما يخص الإنجاب، اعتمد حجم العائلة ومستقبلها على رغبات الزوج. وجدت دراسة شملت جميع أنحاء البلاد أجراها يانيس تونتاس وآخرون أن غالبية النساء في اليونان يعتقدن أن مسؤولية تحديد النسل تقع على عاتق الزوج. يعود سبب تولي الرجل مسؤولية التخطيط للأسرة بشكل كبير إلى النظرة الجنسية السلبية، إذ تقول النساء اليونانيات إنهن «أصبحن حوامل دون أن يكون لهن دور في العملية». المرأة مسؤولة عن تربية أولادها وتغذيتهم في المنزل في أثناء خروج الرجل إلى عمله. يُعتبر هذا جزءًا من واجباتها المنزلية. تدير المرأة الأمور المالية المنزل، وعلى الرغم من أن العديد من النساء غير عاملات بشكل رسمي، فهنّ يضعن ميزانية لدخل المنزل ويتحكمن بها.
اعتُبر العنف المنزلي مسألة شخصية تقليديًا، لكن تغيرت وجهات النظر في العقود الأخيرة. في عام 2006، أصدرت اليونان القانون رقم 3500 لعام 2006، «لمكافحة العنف المنزلي» الذي يُجرّم العنف المنزلي، بما فيه الاغتصاب الزوجي.
صدقت اليونان على اتفاقية مجلس أوروبا لحماية الأطفال من الاستغلال والاعتداء الجنسي في عام 2009، وهي المعاهدة الدولية الأولى التي تتناول موضوع التحرش الجنسي بالأطفال الذي يحدث داخل المنزل أو العائلة.
صدقت اليونان أيضًا على اتفاقية المجلس الأوروبي ضد الإتجار بالبشر في عام 2014.

## في القوة العاملة
كانت إيفاريس بيتريدو أول محامية في اليونان، وفي عام 1925، انضمت إلى منظمة إيثنس بار.
في عام 1955، سُمح للنساء بتولي منصب القضاة لأول مرة في اليونان.
وفقًا لبيانات منظمة اليونيسيف، تشكل النساء نسبة 52% من السكان في اليونان. ووفقًا للبنك الدولي، ارتفعت نسبة النساء العاملات من 36.1% عام 1990 إلى 44.1% عام 2019. في عام 2001، احتلت اليونان المرتبة الثانية بين دول الاتحاد الأوروبي بأعلى نسبة تفاوت بين عدد الرجال والنساء العاملين. عاش معظم النساء العاملات في القطاع الرسمي في المدن الكبيرة. أما ضمن المناطق الريفية من اليونان، واجهت النساء صعوبة في إيجاد أي عمل سوى العمل الزراعي. من الممكن أن يُعزى العدد المنخفض للنساء العاملات في المناطق الريفية جزئيًا إلى النسبة المرتفعة للتحرش الجنسي الذي يواجهنه في مواقع العمل. أحد التفسيرات الأخرى لنسب العمالة النسائية المنخفضة هو أن القوانين المناسبة التي تحمي النساء من العنف الجنسي لم تُسنّ حتى عام 1984.
رغم أن نسبة النساء العاملات في اليونان أدنى من أي بلد آخر، تُعتبر الافتراضات والمواقف تجاه لوازم العمل أمرًا مقلقًا. وكما ذُكر سابقًا، تنخفض نسبة النساء العاملات في المجتمعات الريفية، لكن العديد منهن يعمل بدوام كامل. ولأن وقت المرأة خارج المنزل محدود، وجد العديد منهن أن تأجير غرفة في منزلهن أو تأسيس فندق داخل المنزل قد يؤمن دخلًا كافيًا. يمكن للنساء القرويات أيضًا أن يكسبن المال عبر العمل في تنظيف المنازل، أو الخياطة، أو إدارة متاجر للسياح. تشكل هذه الوظائف إضافة للعمل المنزلي، ويمكن موازنتها بسهولة مع الواجبات المنزلية. من المثير للسخرية أن هذه المهن الجانبية قد تؤمن دخلًا أكبر من الدخل الذي يكسبه الرجال. على أي حال، في مجتمعات ريفية صغيرة مثل كوكاري في اليونان، لا يُعتبر عمل المرأة عمالة «حقيقية»، وبالتالي له قيمة رمزية أقل من عمل الرجل. في حين تنتشر هذه الفكرة بشكل كبير في مجتمعات البلدات الصغيرة، فقد اختفت تمامًا في المدن الكبرى.
في القرن الحادي والعشرين، عالجت اليونان مشاكل عديدة أخرى تواجهها النساء في أثناء عملهن، على سبيل المثال، استجابة لتعليمات الاتحاد الأوروبي رقم 73 لعام 2002، سنّت اليونان القانون رقم 3488 ضد التمييز على أساس الجنس أو الحالة الاجتماعية في العمل والمهنة، وضد التحرش الجنسي.

## في السياسة
كانت فكرة عمل النساء في السياسة موضوعًا مثيرًا للجدل في اليونان والعديد من البلدان الأخرى. استغرق دخول النساء مجال العمل السياسي مدة طويلة. احتلت اليونان المرتبة الأخيرة على قائمة مشاركة النساء في الحكومة بسبب التمثيل المنخفض لهن في السياسة. توحي المشاركة المحدودة للنساء اليونانيات في السياسة بأن الفكرة السائدة عن كون المرأة مناسبة أكثر للأعمال المنزلية ما تزال منتشرة جدًا في المجتمعات الريفية والمدنية. على أي حال، قطعت النساء أشواطًا كبيرة خلال السنوات الأخيرة، وفي انتخابات عام 2004، انتُخبت امرأة تُدعى الأستاذة هيلين لوري لمنصب المستشار الاقتصادي الأول لرئيس الوزراء. في السنوات الأخيرة، ارتفعت نسبة النساء العاملات في مجال السياسة بسرعة كبيرة، وبحلول عام 2014، وصلت نسبة النساء في البرلمان إلى 21%.